# 中国投资银行
中国投资银行（China Investment Bank，简称“中投行”）是1982年中国政府设立经办世界银行对中小企业转贷款、向国外筹集建设资金办理投资信贷的国家专业银行。1994年成为中国建设银行属下的商业银行。1999年先整体并入国家开发银行，之后将商业银行部门及分行以下网点出售给光大银行。

## 历史
1981年12月23日成立。总行设在北京。实行独立核算、自负盈亏。在上海、天津、江苏、河北、湖南、福建、辽宁等地设分行。  
1982年，张恩照承担了建设银行上海分行投资业务部的筹建，对外，这个部门称“中国投资银行上海分行”，张恩照的身份是副行长。
1994年7月22日中国人民银行《关于中国投资银行管理体制改革的批复》（银复[1994]243号），原则上同意中投资银行成为中国建设银行全资附属的商业银行，其独立法人地位不变，实行独立核算、自主经营、自负盈亏。中国投资银行注册资本金人民币40亿元，由建行核拨。中国投资银行为有限责任公司，建行以出资额为限对中国投资银行负有限责任。
1998年12月11日，中国投资银行（总资产813亿元人民币）整体并入国家开发银行。
经中国人民银行批准，1999年3月18日中国光大银行董事长朱小华签署“零收购”协议，从国家开发银行手中整体收购中国投资银行的债权债务，收购原中国投资银行北京、 天津、 沈阳、丹东、 大连、哈尔滨、济南、青岛、合肥、郑州、 西安、石家庄、 吉林、 上海、南京、杭州、宁波、福州、厦门、武汉、广州、珠海、汕头、深圳、长沙、成都、重庆、南宁和海南等29个分支行及所属的137家营业网点。 在短短3个月间，中国投资银行被卖了两次。著名信用评级机构穆迪基于对光大银行的资产质量可能被收购投行拉低的担心，宣布将光大银行列入观察名单，并可能调低其长期外汇存款及财务实力评级。
1999年7月23日最高人民法院发布《关于中国光大银行接收原中国投资银行有关问题的通知》，涉及原中国投资银行的经济纠纷案件尚未受理的暂不受理；对于已经受理尚未审结的以原中国投资银行为被告的案件中止审理；对原中国投资银行为执行对象的执行案件，中止执行。

## 领导层
- 董事长武博山/周道炯(1985-04-19至)
- 副主席龚方雄
- 资金处副处长、国际业务一部总经理、国际业务部总经理姜岩松